# Ben Dunkelman
Benjamin Dunkelman (ur. 1913; zm. 11 czerwca 1997) – kanadyjski dowódca wojskowy, który służył podczas II wojny światowej, a w 1948 zgłosił się jako ochotnik do Sił Obronnych Izraela.

## Młodość
Urodził się w Toronto w Kanadzie jako syn żydowskich imigrantów z Polski. Jego ojciec David Dunkelman był założycielem sieci sprzedaży detalicznej ubrań męskich Tip Top Tailors. Jego matka Rose była mocno zaangażowana w ruch syjonistyczny, pełniąc obowiązki prezesa kobiecej organizacji syjonistycznej Hadassah. Benjamin wraz ze swoim rodzeństwem wychowywał się na farmie Sunnybrook (obecnie w miejscu tym znajduje się Centrum Medyczne Sunnybrook) położonym na północny zachód od Toronto. Ukończył Upper Canada College w Toronto.
W 1931 w wieku 18 lat Ben wyjechał do Mandatu Palestyny aby pracować w kibucu. Po roku wrócił do Kanady, aby pomagać ojcu w prowadzeniu firmy. W następnych latach jeszcze kilkakrotnie wyjeżdżał do Mandatu Palestyny i aktywnie wspierał zakładanie nowych żydowskich osiedli rolniczych.

## Kariera wojskowa
Gdy w 1939 wybuchła II wojna światowa, powrócił do Toronto i podjął próbę zaciągnięcia się do Royal Canadian Navy. Jednak panujący wówczas w kanadyjskiej marynarce antysemityzm wykluczał możliwość jego kariery. Zamiast tego w 1940 wstąpił do pułku piechoty The Queen’s Own Rifles of Canada, awansując stopniowo do majora. W dniu 6 czerwca 1944 wziął udział w lądowaniu w Normandii. Następnie walczył w bitwie pod Caen (7 czerwca-19 lipca), bitwie pod Falaise (7-21 sierpnia) i bitwie o Scheldt (2 października-8 listopada). Był dowódcą 1 Batalionu Strzelców Królewskich. Podczas walk zdobył wiele wyróżnień i medal Distinguished Service Order.
Po wojnie powrócił do domu i zajął się prowadzeniem rodzinnej firmy. Jednak na wiosnę 1948 wyjechał do Izraela, gdzie rozpoczęła się I wojna izraelsko-arabska. W nowo tworzonej izraelskiej armii brakowało oficerów z doświadczeniem bojowym i Dunkelman objął dowództwo nad korpusem zagranicznych ochotników Machal. Jego umiejętności bardzo szybko zwróciły uwagę izraelskiego dowództwa, które skierowało go do Brygady Harel walczącej w obronie Jerozolimy. Wkrótce potem, w dniu 5 lipca 1948 objął dowództwo nad 7 Brygadą Pancerną.
Podczas wojny poznał i ożenił się z Jael. Po zakończeniu wojny, Dunkelman odrzucił propozycję pozostania w izraelskiej armii i powrócił do Kanady.

## Kariera zawodowa
Po powrocie do Toronto, Dunkelman zajął się prowadzeniem rodzinnego przedsiębiorstwa, które w 1967 odsprzedał. Następnie prowadził firmę Mall Cloverdale i Hotel Constellation, natomiast jego żona posiadała galerię Dunkelman Gallery i kilka restauracji w Toronto.
Dunkelman mieszkał w Toronto aż do swojej śmierci. Pozostawił żonę, cztery córki i dwóch synów.

## Odznaczenia
Distinguished Service Order 